# Paul Michael Glaser
Paul Michael Glaser, właściwie Paul Manfred Glaser (ur. 25 marca 1943 w Cambridge) – amerykański reżyser, scenarzysta i aktor filmowy oraz telewizyjny, najlepiej znany jako detektyw David Starsky z serialu kryminalnego Starsky i Hutch (1975–1979) z Davidem Soulem.

## Życiorys

### Wczesne lata
Urodził się w Cambridge w stanie Massachusetts w rodzinie żydowskiej architekta Samuela Glasera i Dorothy Glaser. Miał dwie siostry. Uczęszczał do Buckingham Browne & Nichols School. Naukę kontynuował w Cambridge School of Weston w Weston. W 1966 studiował teatr i język angielski na Tulane University w Nowym Orleanie. W 1967 ukończył studia na wydziale aktorskim School for the Arts na Boston University.

### Kariera
W 1967 na scenie off-Broadwayu grał strażnika w przedstawieniu Hamlet z Martinem Sheenem. W 1969 debiutował na Broadwayu w spektaklu The Man in the Glass Booth z Donaldem Pleasence, a w 1970 wystąpił w sztuce Leonarda Gershe’a Motyle są wolne. Po raz pierwszy pojawił się na ekranie w roli Perczyka w filmie Skrzypek na dachu (1971). Wystąpił w roli doktora Petera Chernaka w operze mydlanej CBS Love Is a Many Splendored Thing (1967-1973), a także gościnnie w serialach: Ulice San Francisco (1972), The Waltons (1973) i The Rockford Files (1974) z Jamesem Garnerem. W odcinku serialu kryminalnego CBS Kojak (1974) – pt. „W dół długiej i samotnej rzeki” („Down a Long and Lonely River”) zagrał postać Lou Giordino, który odbywał karę więzienia za kradzież ciężarówki i postanawia wyrównać rachunki ze swoją byłą żoną i jej chłopakiem-gangsterem, który wrobił go w ciężkie więzienie.
W latach 70. stał się gwiazdorem popularnego serialu kryminalnego Starsky i Hutch (1975-1979), w którym jako David Starsky wraz z Davidem Soulem tworzył duet tytułowych detektywów. Za rolę zdobył nagrodę TV Land Award (2005) dla najpopularniejszego policjanta „piątkowego”, był nominowany do tej samej nagrody wraz z Davidem Soulem jako najpopularniejsza parę policjantów. W 1978 otrzymał także Golden Apple Awards i ponownie zdobyły nagrodę Sour Apple Award z Davidem Soulem. Wówczas po raz pierwszy stanął także za kamerą, reżyserując kilka odcinków serialu. Później reżyserował gościnnie odcinki takich seriali jak m.in.: Policjanci z Miami, Niesamowite historie, Potyczki Amy. Był reżyserem 6 filmów, z których największy sukces odniósł Uciekinier z Arnoldem Schwarzeneggerem w roli głównej.

## Życie prywatne
24 sierpnia 1980 ożenił się z Elizabeth Meyer, z którą ma dwójkę dzieci: Ariel (ur. 1981, zm. 1988 w wieku 7 lat na AIDS) i syna Jake’a (ur. 25 października 1984), który jest nosicielem wirusa HIV. W 1981 Elizabeth otrzymała krew skażoną wirusem HIV w transfuzji i nieświadomie przekazała ją dwójce dzieci. Elizabeth stała się zapalczywą aktywistką na rzecz AIDS i wypowiedziała się na temat AIDS podczas Konwencji Demokratycznej z 1992 roku. Zmarła 3 grudnia 1994 po tym, jak założyła „Fundację na rzecz dzieci z AIDS Elizabeth Glaser”. 3 grudnia 1994. 24 listopada 1996 poślubił producentkę Tracy Barone, z którą ma córkę Zoe (ur. 1997). Jednak w 2007 doszło do rozwodu.

## Wybrana filmografia
Reżyser:
- Banda jednej ręki (1986)
- Uciekinier (1987)
- Na ostrzu (1992)
- Król kosza (1994)
- Czarodziej Kazaam (1996)

Aktor:
- Skrzypek na dachu (1971) jako Perchik
- Motyle są wolne (1972) jako Ralph
- Ulice San Francisco (1972–1977; serial telewizyjny) jako Jason Kampacalas (gościnnie)
- Kojak (1973–1978; serial telewizyjny) jako Lou Giordino (gościnnie)
- Starsky i Hutch (1975–1979; serial telewizyjny) jako Dave Starsky
- Wielki Houdini (1976) jako Harry Houdini
- Fobia (1980) jako dr Peter Ross
- Lepiej późno niż później (2003) jako Dave
- Starsky i Hutch (2004) jako Dave Starsky (oryginalny)
- Śmierć na żywo (2007) jako prezes sieci
- Zabójcze umysły (2005–; serial telewizyjny) jako detektyw Garrity (gościnnie)